# Vorratsgesellschaft
Als Vorratsgesellschaft bezeichnet man eine Kapitalgesellschaft oder eine Personengesellschaft, deren Gründung abgeschlossen ist, die aber keine Geschäftstätigkeit aufgenommen hat und deshalb vorläufig nur als Hülle oder Mantel besteht.

## Gesellschaft ohne Geschäftstätigkeit
Vorratsgesellschaften sind zum Verkauf bestimmt. Sie kommen in den Rechtsformen Gesellschaft mit beschränkter Haftung, Aktiengesellschaft, Unternehmergesellschaft, Societas Europaea, GmbH & Co. KG, Kommanditgesellschaft auf Aktien vor und erleichtern und beschleunigen eine Unternehmensgründung, weil alle Gründungsformalitäten bereits abgeschlossen sind. Im Idealfall kann eine Vorratsgesellschaft bzw. der Mantel/die Hülle kurzfristig auf neue Anteilseigner übertragen werden und steht dann sofort für eine aktive Geschäftstätigkeit zur Verfügung. 

## Angebot für Existenzgründer
Der Käufer einer Vorratsgesellschaft überspringt den langwierigen Eintragungsprozess und die Haftungsrisiken einer GmbH in Gründung. Ein weiterer Vorteil ist die gesicherte Freiheit von Altforderungen aus früherem operativen Geschäft.

## Erwerb einer Vorratsgesellschaft gilt als Neugründung
Der Erwerb einer Vorratsgesellschaft wird wirtschaftlich wie eine Neugründung behandelt. Das Registergericht prüft daher, ob die Stammeinlage erbracht ist und zur Verfügung steht und ob etwaige Sacheinlagen werthaltig sind. Der Käufer muss beim Handelsregister offenlegen, dass es sich um eine Vorratsgesellschaft handelt, die notwendigen Angaben zu Sitz, Unternehmensgegenstand, Geschäftsführung etc. machen und eine Versicherung des oder der Geschäftsführer beilegen, dass das Stammkapital zur freien Verfügung steht. Als Stichtag gilt der Tag dieser Anmeldung und Offenlegung und nicht die Eintragung. In der Regel sind Vorratsgesellschaften binnen eines Tages einsatzbereit.
Neben deutschen Gesellschaften werden häufig auch Vorratsgesellschaften ausländischen Rechts, insbesondere britische Limited, angeboten.